# Liga Musulmana de Pakistán (N)
La Liga Musulmana de Pakistán (Nawaz) (LMP (N)) (en Urdu: ((پاکستان مسلم ليگ (ن) es un partido político de derecha de Pakistán. Lo dirigió Fida Mohammad Khan, seguido por Nawaz Sharif, el actual líder o 'qasir', Shehbaz Sharif, President y Javed Hashmi. Tiene más del 19% de representación en el parlamento de Pakistán (Asamblea Nacional de Pakistán y Senado de Pakistán).

## Historial electoral

### Asamblea Nacional de Pakistán
| Año  | Candidato      | Votos      | %     | Escaños | +/- | Resultado           |
| ---- | -------------- | ---------- | ----- | ------- | --- | ------------------- |
| 1988 | Nawaz Sharif   | 5.908.742  | 29,48 | 54/237  |     | Oposición           |
| 1990 | Nawaz Sharif   | 7.908.492  | 36,54 | 106/217 | 52  | Gobierno en minoría |
| 1993 | Nawaz Sharif   | 7.980.229  | 38,96 | 73/217  | 33  | Oposición           |
| 1997 | Nawaz Sharif   | 8.751.793  | 44,88 | 135/217 | 62  | Gobierno en mayoría |
| 2002 | Javed Hashmi   | 3.409.805  | 11,66 | 19/342  | 116 | Oposición           |
| 2008 | Nisar Ali Khan | 6.917.752  | 19,95 | 88/342  | 69  | Oposición           |
| 2013 | Nawaz Sharif   | 14.874.104 | 32,77 | 166/342 | 78  | Gobierno en minoría |
| 2018 | Shehbaz Sharif | 12.930.117 | 24,40 | 82/342  | 84  | Oposición           |